# روبرت س. بيرك
روبرت س. بيرك (بالإنجليزية: Robert C. Burke)‏ هو عسكري أمريكي، ولد في 7 نوفمبر 1949 في مونتيسلو في الولايات المتحدة، وتوفي في 17 مايو 1968 في محافظة كوانغ نام في فيتنام.